# Vernon Dixon
Vernon Dixon (* 1915 in Südafrika; † 2009) war ein britischer Artdirector und Szenenbildner, der dreimal den Oscar für das beste Szenenbild gewann.

## Leben
Dixon begann seine Laufbahn als Artdirector und Szenenbildner 1946 bei dem Film Achtung: Grün (Green for Danger) und wirkte bis 1981 an der szenischen Ausstattung von fast sechzig Filmen mit.
Bei der Oscarverleihung 1969 gewann er zusammen mit John Box, Terence Marsh und Ken Muggleston seinen ersten von drei Oscar für das beste Szenenbild für Oliver (1968), einem nach dem Roman Oliver Twist von Charles Dickens von Carol Reed mit Mark Lester, Jack Wild und Ron Moody verfilmten Musical.
1972 gewann er mit Box, Ernest Archer, Jack Maxsted und Gil Parrondo einen weiteren Oscar für das beste Szenenbild, und zwar für den von Franklin J. Schaffner inszenierten Historienfilm Nikolaus und Alexandra (1971) über Zar Nikolaus II. von Russland und dessen Ehefrau Alexandra mit Michael Jayston, Janet Suzman und Roderic Noble in den Hauptrollen.
Seinen dritten und letzten Oscar für das beste Szenenbild gewann er bei der Oscarverleihung 1976 mit Ken Adam und Roy Walker für den nach dem Roman Die Memoiren des Junkers Barry Lyndon (1844) von William Makepeace Thackeray entstandenen Film Barry Lyndon (1975) von Stanley Kubrick mit Ryan O’Neal, Marisa Berenson und Patrick Magee.

## Filmografie (Auswahl)
- 1946: Achtung: Grün (Green for Danger)
- 1954: Ins Paradies verdammt (The Beachcomber)
- 1957: The Secret Place
- 1959: The Heart of a Man
- 1964: Die drei Leben von Thomasina (The Three Lives of Thomasina)
- 1968: Oliver
- 1971: Nikolaus und Alexandra
- 1973: Die Nelson-Affäre (Bequest to the Nation)
- 1975: Barry Lyndon
- 1976: Brüll den Teufel an
- 1979: Die letzte Offensive
- 1981: James Bond 007 – In tödlicher Mission

## Auszeichnungen
- 1969: Oscar für das beste Szenenbild
- 1972: Oscar für das beste Szenenbild
- 1976: Oscar für das beste Szenenbild